# Ong Bak 3: Chiến binh cuối cùng
Ong Bak 3: Chiến binh cuối cùng (tiếng Anh: Ong Bak 3, tiếng Thái: องค์บาก 3) là một bộ phim điện ảnh Thái Lan thuộc thể loại hành động - võ thuật công chiếu năm 2010 và là phần tiếp nối sau hai phần phim Ong Bak: Truy tìm tượng Phật và Ong Bak 2: Chiến binh thép. Tony Jaa tiếp tục làm đạo diễn, đóng chính và thực hiện chỉ đạo võ thuật, cùng sự tham gia của các diễn viên phụ gồm Primorata Dejudom, Dan Chupong, Sarunyoo Wongkrachang, Mum Jokmok và Nirut Sirijanya. Tiếp nối những sự kiện ở phần phim trước, bộ phim theo chân Tien sau khi bị triều đình đàn áp, anh đã bị hành hạ cả thể xác lẫn tinh thần. Với sự giúp đỡ của sư phụ và những người dân trong làng, anh đã hồi phục và quay trở lại để tiếp tục báo thù.
Bộ phim có buổi công chiếu tại Thái Lan vào ngày 5 tháng 5 năm 2010 trước khi được phát hành tại các nước trên thế giới. Bộ phim là một thất bại về doanh thu và đồng thời nhận về ý kiến trái chiều từ giới chuyên môn.

## Nội dung
Sau các sự kiện của phần phim trước, Tien bị bắt giữ bởi quân lính của Lãnh chúa Rajasena. Rajasena ra lệnh cho lính đánh đập Tien tàn nhẫn. Trong khi đó, ngôi làng Kana Khone có những người bị ảnh hưởng bởi một lời nguyền bí ẩn. Để tìm ra giải pháp, Sư phụ Bua khởi xướng một cuộc hành hương Phật giáo, trong đó tiết lộ rằng nguồn gốc của lời nguyền là Bhuti Sangkha, tên pháp sư tà thuật đã đánh bại Tien. Bua quyết định trở thành một nhà sư để góp phần xua đuổi cái ác.
Lãnh chúa Rajasena bị dày vò bởi những ảo ảnh kinh dị về vị vua trước, người đã chết trong khi nguyền rủa hắn sau khi hắn đầu độc ông ta để cướp ngôi vua. Trong khi Rajasena ngủ, những thành viên còn lại của băng cướp Pha Beek Khrut cố gắng giải cứu Tien, nhưng Bhuti xuất hiện và giết họ. Rajasena muốn Bhuti làm cận vệ cho mình, nhưng Bhuti từ chối và đề nghị hóa giải lời nguyền cho Rajasena, ám chỉ Tien có liên quan đến lời nguyền này, trước khi rời đi. Rajasena ra lệnh tử hình Tien vào ngày hôm sau, nhưng một sứ giả từ Vương quốc Ayutthaya đến với lệnh ân xá cho Tien và đưa anh đến làng Kana Khone để cứu chữa, khiến Rajasena tức giận. Một nhóm sát thủ được cử đến giết Tien, nhưng anh chàng sứ giả và một số dân làng đã hi sinh mạng sống của họ để bảo vệ anh. Sư phụ Bua trở về nói rằng Tien phải chịu số phận này do nghiệp chướng của anh từ kiếp trước, và ông kêu gọi toàn bộ dân làng cùng làm công đức để giúp anh sớm hồi phục.
Quá trình làm công đức, bao gồm việc tạo ra một tượng Phật Ong Bak, đã thành công, nhưng khi tỉnh lại, Tien thấy mình đã bị tàn tật vì những màn tra tấn trước kia. Quá đau khổ, anh định tự tử nhưng Sư phụ Bua đã ngăn anh lại, thuyết phục anh tiếp tục sống. Tien lê bước đến một ngôi đền và thực hành thiền định và vật lý trị liệu. Cuối cùng đã hồi phục, anh được Pim đến thăm, và hai người đã múa cùng nhau. Sư phụ Bua nói chuyện với Tien về Phật pháp và bảo anh biến kẻ thù thành bạn múa, và Tien phát triển một môn võ mới bằng cách kết hợp võ thuật và múa.
Rajasena đến nơi ẩn náu của Bhuti để hóa giải lời nguyền, nhưng Bhuti tiết lộ rằng lời nguyền là do chính hắn tạo ra để hại Rajasena hòng cướp ngôi và trở thành vị vua mới. Sau một trận chiến với quân lính, Bhuti giết Rajasena, tên lãnh chúa đã nguyền rủa Bhuti giống như vị vua trước đã làm với hắn. Bhuti cử quân lính đi giết Tien, nhưng anh đã đánh bại chúng, sau đó thấy ngôi làng đã bị phá hủy và những người dân làng sống sót đã bị bắt đi. Bhuti đã bắt họ làm nô lệ trong cung điện, hắn còn ra lệnh giết những con voi để uống máu của chúng. Sau đó, Tien đến thăm Sư phụ Bua, người nói với anh rằng anh đã được định mệnh chọn để chống lại cái ác, và Tien quyết định đến cung điện của Bhuti để ngăn chặn hắn.
Đối mặt với Tien, Bhuti sử dụng sức mạnh của mình để triệu hồi nhật thực và giết Pim. Điều này khiến Tien căm phẫn, anh chiến đấu với quân lính một cách tàn bạo, nhưng Bhuti đã ném một ngọn giáo xuyên qua ngực anh. Khi ngã xuống và hấp hối, Tien nhớ lại lời dạy của Bua, và đột nhiên cái chết của Pim và toàn bộ trận chiến được tiết lộ chỉ là do Tien tưởng tượng. Bây giờ ở trạng thái tinh thần giác ngộ Phật pháp, Tien phá vỡ sức mạnh của Bhuti và xua tan nhật thực. Bhuti tấn công Tien, nhưng Tien đã đánh bại hắn, và mặc dù ngọn giáo lại được ném ra, lần này Tien đã bắt được nó bằng tay của mình. Trong khi chiến đấu trên gờ đá của cung điện, Bhuti bị rơi xuống chỗ một con voi đang đứng và bị ngà của nó đâm chết. Khi cái thiện đã chiến thắng cái ác, con voi, giờ trông giống như thần Ganesha một ngà, ngẩng đầu lên trong tiếng kèn chiến thắng. Cảnh cuối phim cho thấy Tien, Pim và những người dân làng còn lại đang quỳ lạy trước tượng Phật Ong Bak.